# Bug (album)
Az 1988-as Bug a Dinosaur Jr. harmadik nagylemeze. Ez volt az utolsó Dinosaur Jr.-album, amelyen Lou Barlow basszusgitáros hallható, egészen a 2007-es Beyondig. Az album szerepel az 1001 lemez, amit hallanod kell, mielőtt meghalsz című könyvben.

## Az album dalai
|    | Cím              | Szerző(k) | Hossz |
| -- | ---------------- | --------- | ----- |
| 1. | Freak Scene      | J Mascis  | 3:36  |
| 2. | No Bones         | J Mascis  | 3:43  |
| 3. | They Always Come | J Mascis  | 4:37  |
| 4. | Yeah We Know     | J Mascis  | 5:24  |
| 5. | Let It Ride      | J Mascis  | 3:37  |
| 6. | Pond Song        | J Mascis  | 2:53  |
| 7. | Budge            | J Mascis  | 2:32  |
| 8. | The Post         | J Mascis  | 3:38  |
| 9. | Don't            | J Mascis  | 5:41  |

## Közreműködők
- J Mascis – gitár, ének, ütőhangszerek
- Lou Barlow – basszusgitár, ukulele, ének
- Murph – dob

## Fordítás
Ez a szócikk részben vagy egészben a Bug (Dinosaur Jr. album) című angol Wikipédia-szócikk ezen változatának fordításán alapul.  Az eredeti cikk szerkesztőit annak laptörténete sorolja fel. Ez a jelzés csupán a megfogalmazás eredetét és a szerzői jogokat jelzi, nem szolgál a cikkben szereplő információk forrásmegjelöléseként.